# Amandola
Amandola est une commune italienne d'environ 3 480 habitants, située dans la province de Fermo, dans la région Marches, en Italie central
La Ville a reçu le drapeau orange du Touring Club Italien pour ses beautés historiques et culturelles ainsi que pour le paysage significatif qui la caractérisent. Elle fait partie de la vaste zone 4 de Fermo, de l’Azienda Sanitaria Unica Regionale delle Marche (A.S.U.R. Marche).

## Géographie

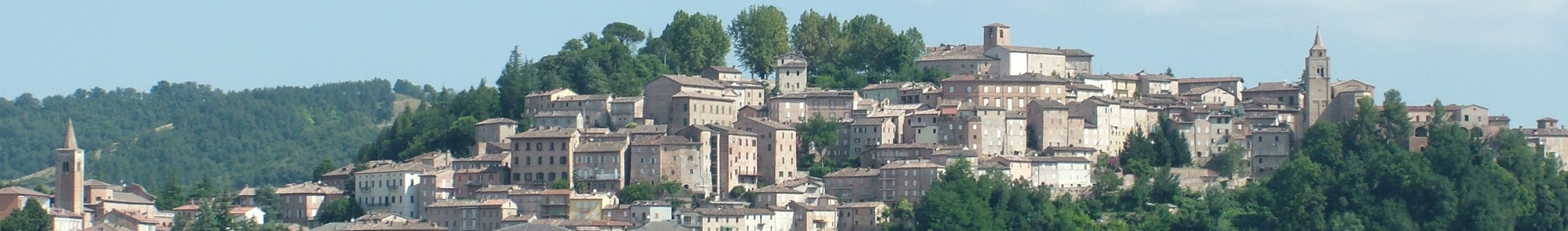
Amandola

Amandola repose sur trois collines de la haute vallée du Tenna qui prennent les noms des châteaux qui y étaient présents lors de sa naissance : Agello, Leone et Marrubbione. Le plus haut et le plus habité est Castel Leone et atteint une hauteur d’environ 550 m d’altitude.
La ville est située à droite du torrent Bora (ou Callugo) et à gauche de la rivière Tenna, qui la sépare de la zone industrielle. 

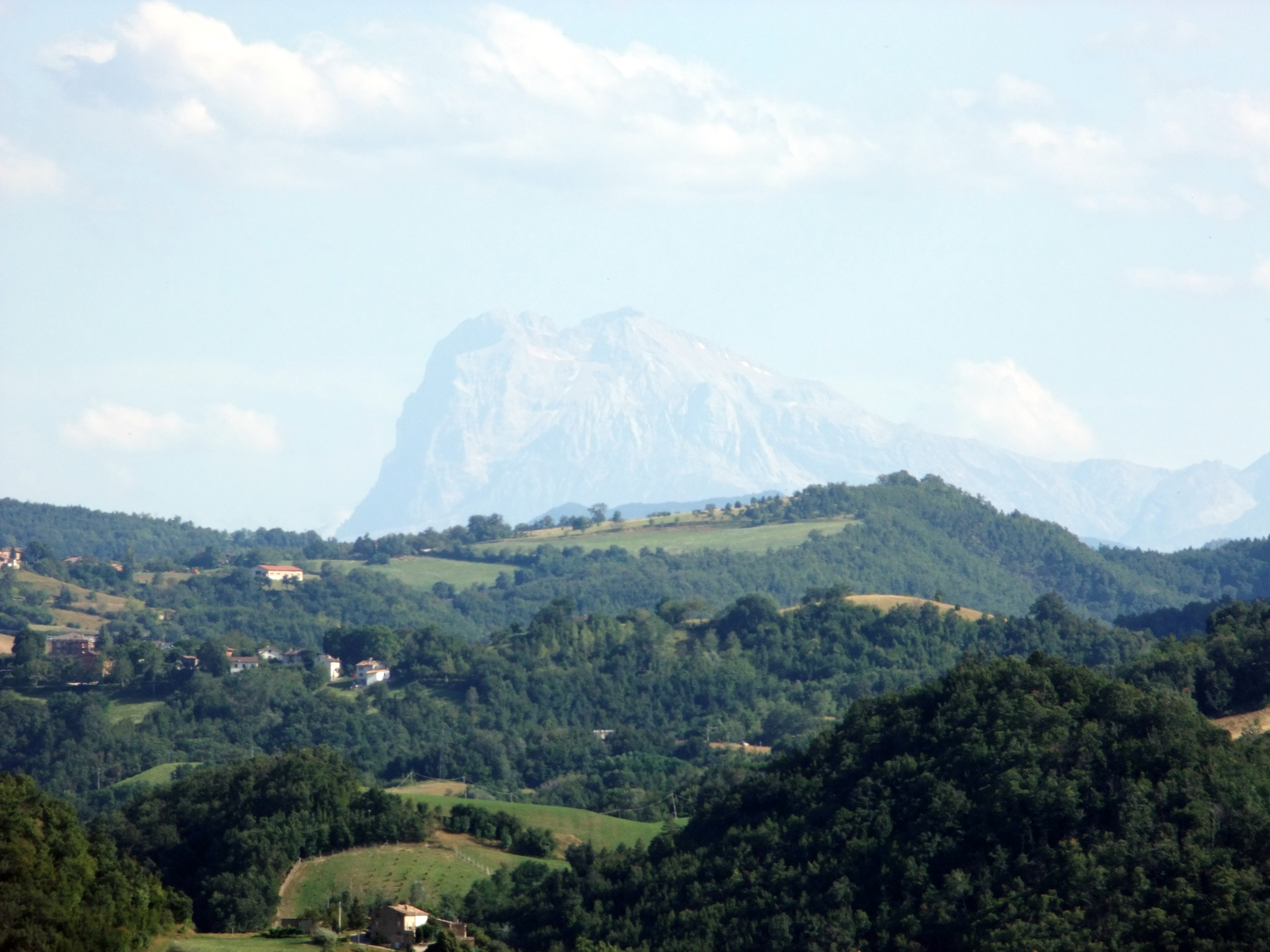
Les monts Sibyllins vus depuis Amandola

Elle se trouve à environ 10 km du sommet du mont Castelmanardo (1917 m), appartenant à la chaîne des Monts Sibillini, qui ferme son territoire à l’ouest. 
Vers l’est s’ouvre la vallée du Tenna, où la commune d’Amandola arrive jusqu’aux rives du lac de San Ruffino ; au nord et au sud elle montre un territoire caractérisé par des collines élevées et boisées et des vallées sillonnées par de nombreux torrents.
Son territoire est le troisième plus vaste de la province de Fermo après Fermo et la commune voisine de Montefortino, il compte 48 hameaux.

## Histoire

### Origines médiévales
La petite ville d’Amandola est née en 1248 de l’union des trois châteaux d’Agello, Leone et Marrubbione, nés bien avant et qui s’érigent en commune libre.
Le nom que l’on veut traditionnellement dériver d’un "amandier", appelé dans le dialecte de Fermo la mannole, pour indiquer à la fois le fruit et l’arbre, qui était admiré dans la zone, semble aussi signifier emblématiquement la position panoramique sur le relief collinaire qu’il occupe, avec le décor des Monts Sibyllins derrière lui, à l’ouest.

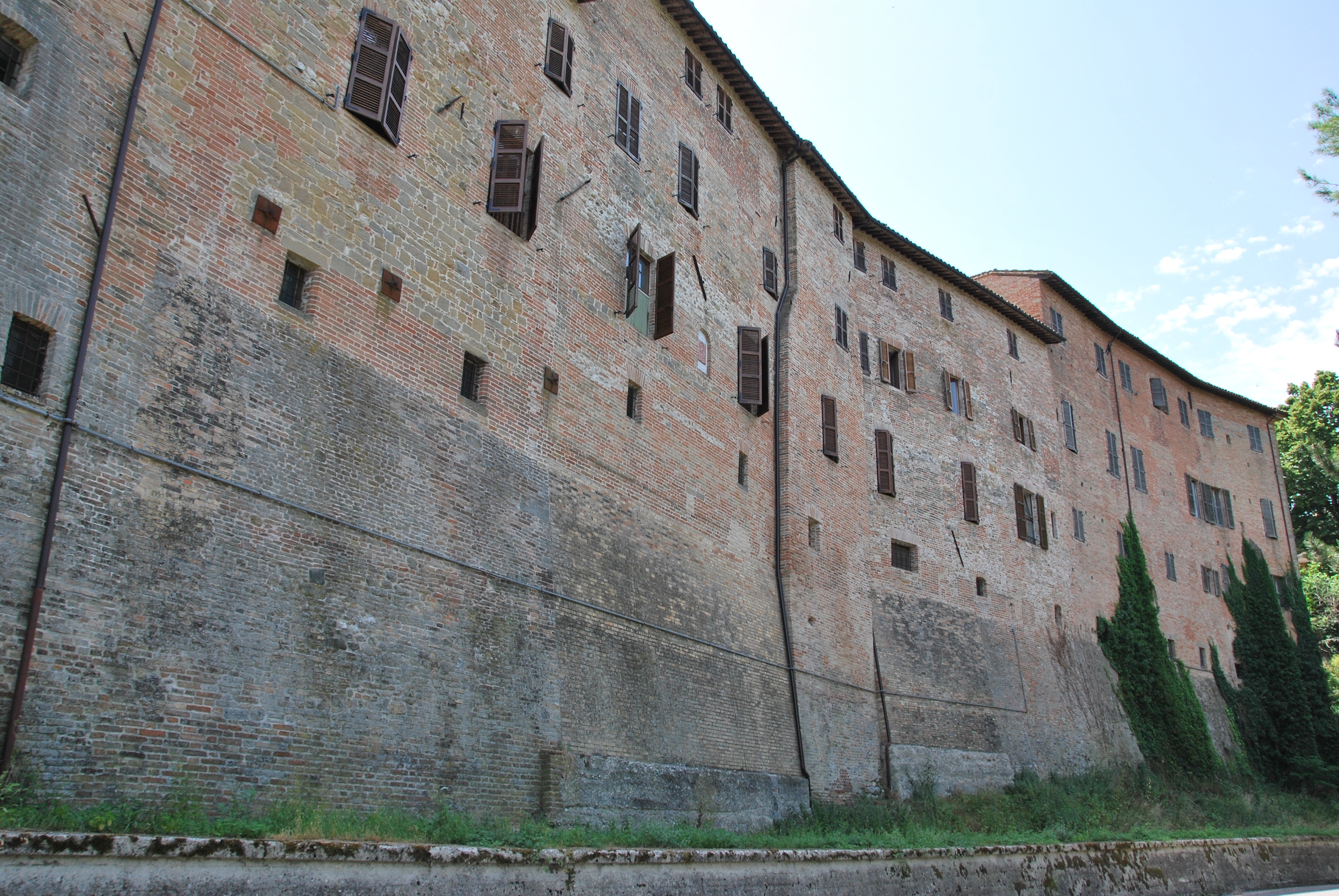
Enceinte de la Ville

En 1249, de l’union des châteaux d’Agello, Castel Leone et Marrubbione, se constitue donc la commune d’Amandola. 
Obtenant les statuts en 1265, fut bâtie une enceinte de 2230 mètres avec 5 portes nommées Agello, San Giacomo (la seule encore existante, bien que remaniée), Marrubbione, Sant’Antonio et Putei. 
Les places publiques étaient au nombre de trois : 
- la Platea Animalium, utilisée pour les foires aux bestiaux 
- la Platea Magna, lieu où se tenaient les assemblées populaires et les célébrations
- la Platea Vallelonga, ancienne place du marché.

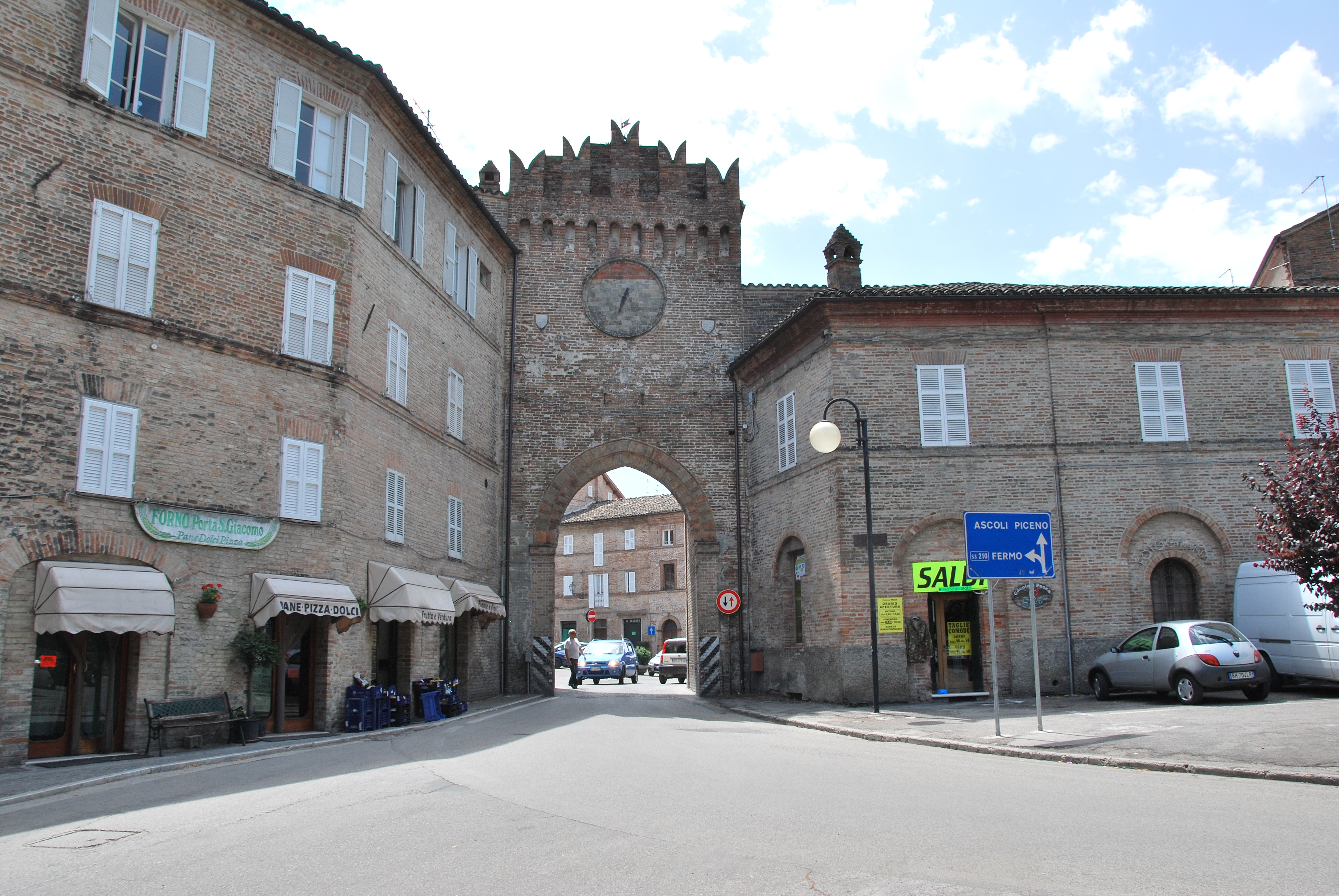
Porte San Giacomo

Elle était réputée pour son industrie du tissage entre le Moyen Âge et la Renaissance. Les Seigneurs de Varano, le duc Francesco Sforza, Cesare Borgia connu aussi comme Duc Valentino, Malatesta, Niccolò Piccinino, le condottiere Mostarda da Forlì se succèdent au cours des XIV° et XVe siècles.

### Epoque moderne
À la fin du XVIe siècle, de nombreux accords furent conclus entre Amandola et les communes environnantes pour l'établissement des frontières communes. En 1798, Amandola subit l’impact des forces napoléoniennes et, en raison d’une tentative de résistance, il affronte un pillage qui se conclut par la profanation du sarcophage du bienheureux Antoine. Ce n’est qu’en 1800 que l’occupation française se termina et le gouvernement pontifical fut rétabli.

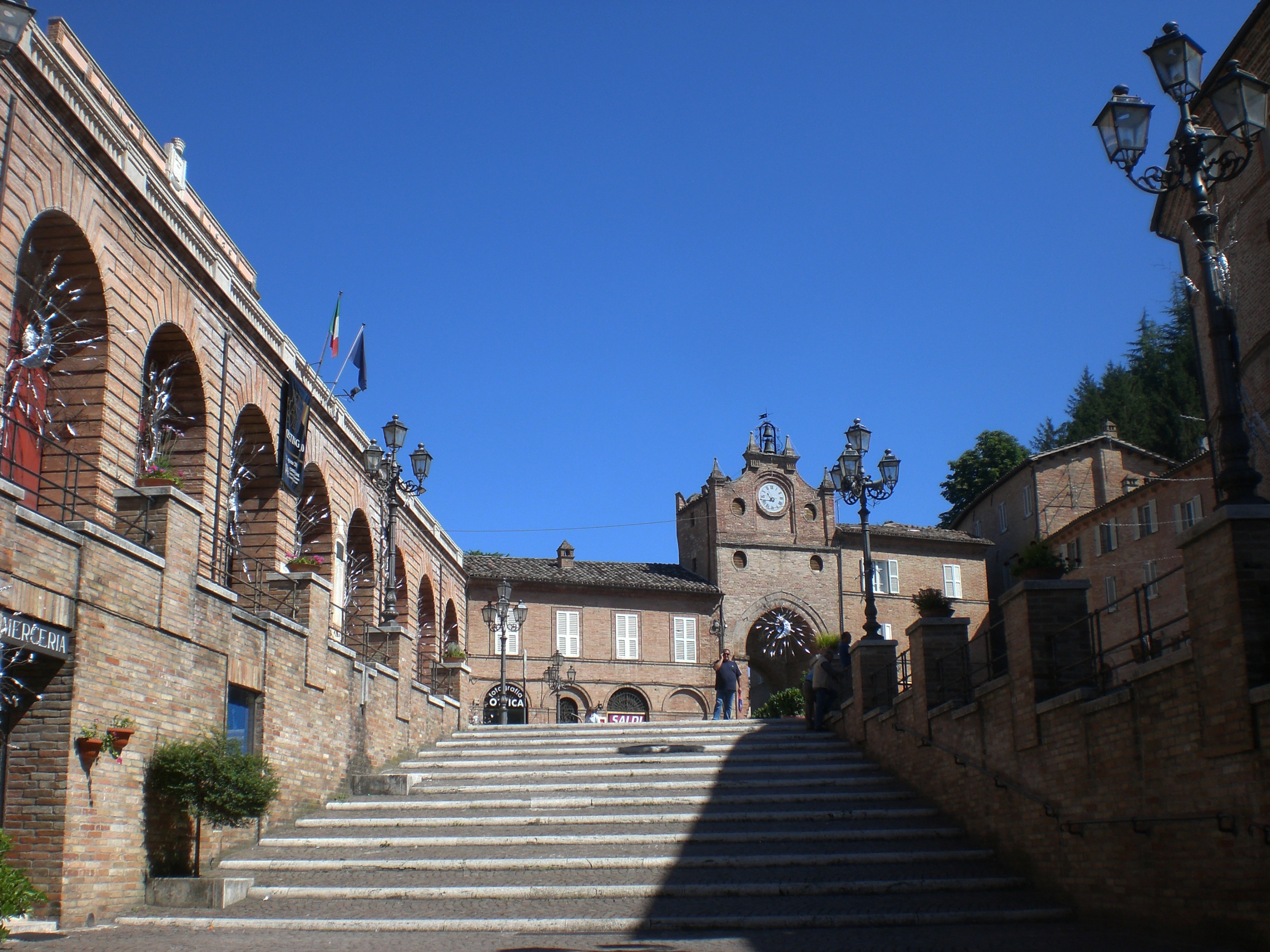
Place du Risorgimento

Pendant la Seconde Guerre mondiale, en mars 1944, les troupes allemandes entament un bref conflit avec les partisans qui se termine par l’exécution de 10 hommes, dont Angelo Biondi, qui est fusillé sur la place principale. 
En septembre 1943, deux familles de réfugiés juifs yougoslaves (huit personnes en tout) arrivèrent à Amandola en fuite vers le sud. Malgré le danger, tout le pays, guidé par le chef de gare Giuseppe Brutti, se mobilise pour les aider. Une commission fut formée parmi les habitants qui s’efforcèrent de donner gratuitement aux réfugiés - qui étaient privés de tout - logement, nourriture et couvertures et tout ce dont ils avaient besoin. Quand un dénonciateur révéla la présence de juifs dans le pays, ils furent transférés au hameau de San Cristoforo, où ils restèrent jusqu’à la Libération. Pour leur action, Giuseppe Brutti et son épouse Elvira Lucci Brutti ont reçu la haute distinction de Justes parmi les nations de l’Institut Yad Vashem à Jérusalem.
Depuis l’après-guerre, Amandola a connu un développement démographique et commercial considérable, atteignant plus de 6000 habitants.. Mais les décennies suivantes, Amandola ne comptait plus en 2019 que 3569 habitants.

## Monuments et patrimoine

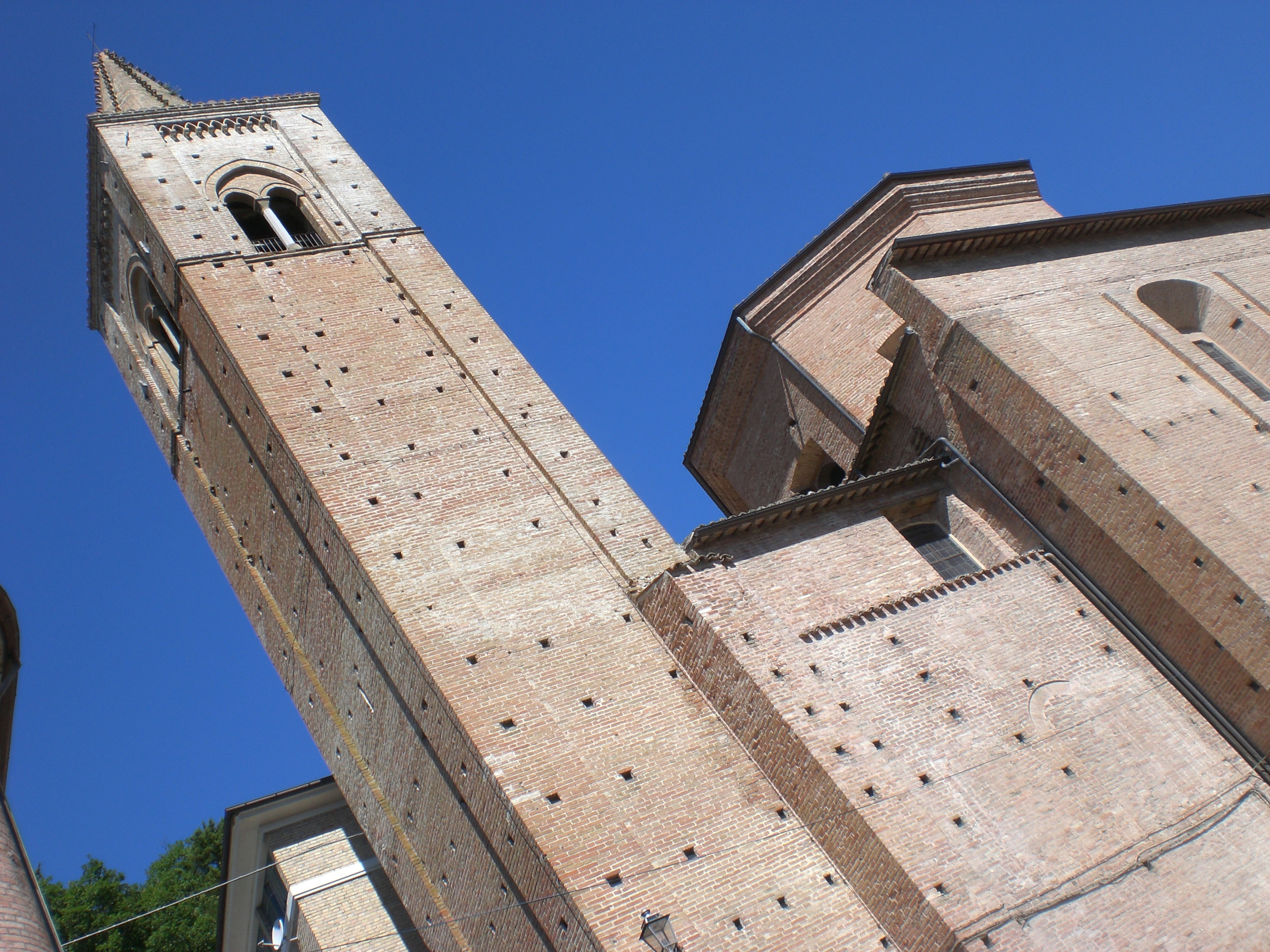
Eglise de Sant’Agostino, XV°S.

La ville présente un centre historique qui atteste la richesse de son passé et surtout la floraison de son artisanat. Aujourd’hui encore, le travail du bois, la restauration et l’antiquité du meuble, l’art de la dentelle, sont présents et de grand intérêt. Amandola depuis de nombreuses années se caractérise comme un centre touristique de montagne riche d’une réceptivité efficace et avec des installations sportives et récréatives qui rendent le séjour agréable.

### Église Saint-Augustin

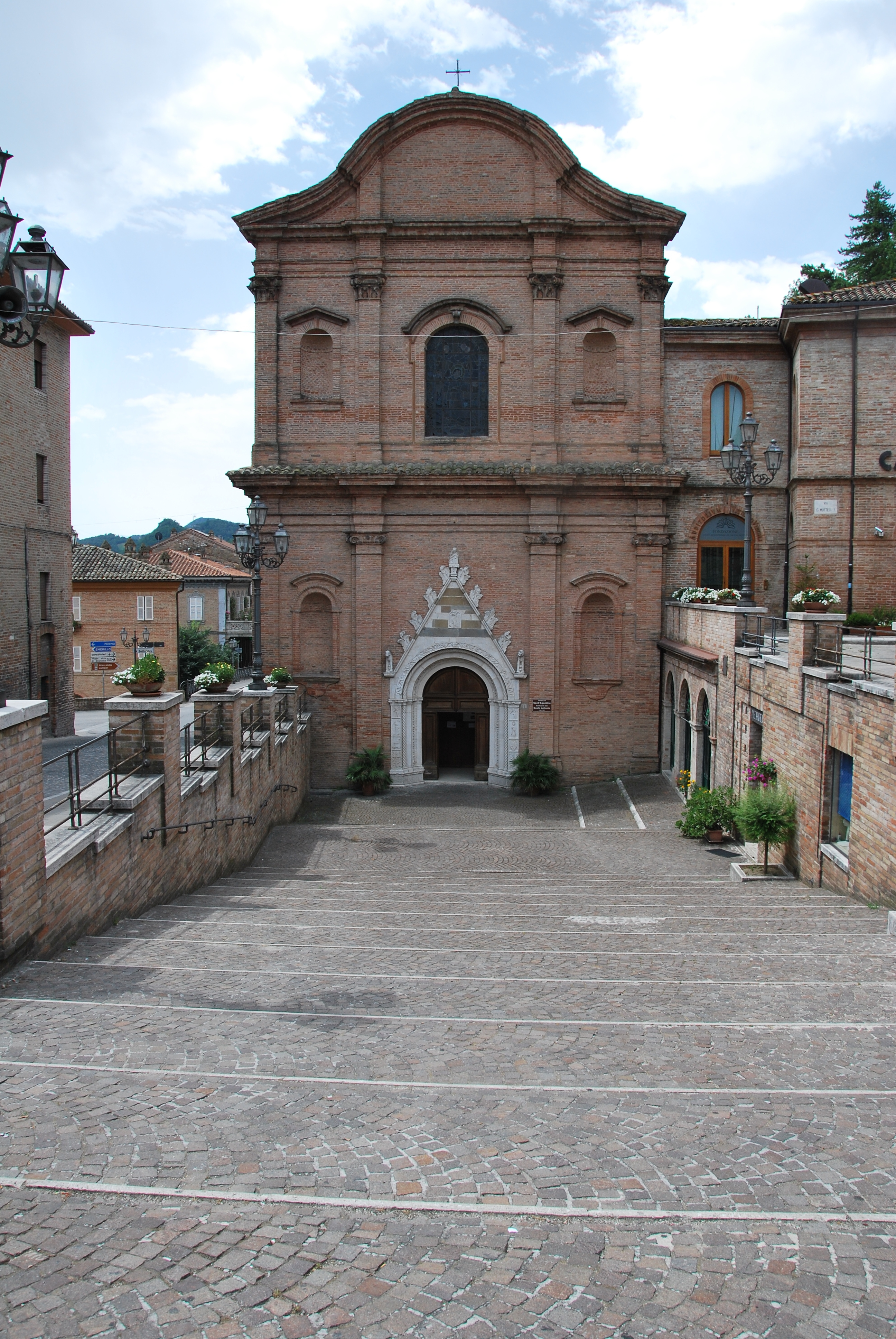
Sant’Agostino à Amandola

- Sant’Agostino à AmandolaL’Église de Sant’Agostino ou sanctuaire du Bienheureux Antonio, est l’une des constructions les plus significatives de la ville, datant du XVe siècle, caractérisée par un portail en style gothique de Marino di Marco Cedrino, et par un campanile réalisé par Pietro Lombardo.

- L’Abbaye des Saints Ruffino et Vitale, de style roman, fondée vers le XIe siècle par les Bénédictins dans les environs de la rivière Tenna à environ 10 km du village. Pendant des siècles, il a représenté un important centre de la vie religieuse et administrative du paysan en les aimant car les champs et les bois environnants étaient également de sa pertinence. L’abbaye a connu un développement imposant sous la protection des nobles seigneurs féodaux de la région et sont témoins de son opulence l’imposant clocher (Xiiie siècle) et les nombreuses fresques de la fin du Moyen Âge. Le presbytère est surélevé par la présence d’une crypte romane sous-jacente dans laquelle sont conservées les reliques de San Ruffino. D’une grande valeur historique, artistique et religieuse est l’hypogée caractéristique qui fait présumer l’existence d’une colonie chrétienne dès le VIe siècle. L’hypogée est agrémentée d’un cycle pictural de la fin de l’époque impériale dans un style oriental avec des figures de saints ou de chrétiens dans une attitude de prière.Abbaye de saint Ruffin et saint Anastase

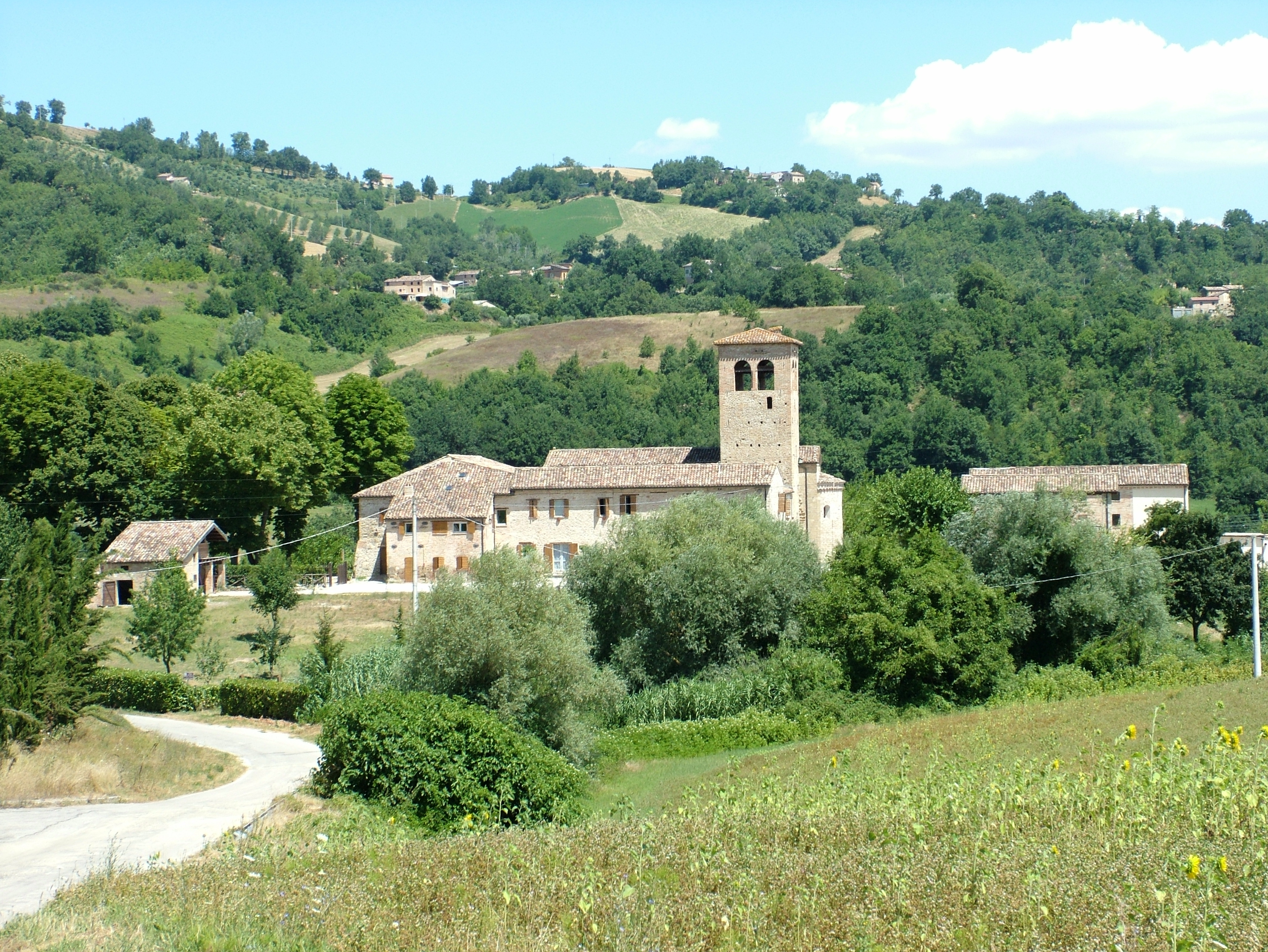
Abbaye de saint Ruffin et saint Anastase

- L’Abbaye des Saints Vincent et saint Anastase, autre grand point de référence pour la vie religieuse et économique de la montagne d’Amandola. Comme l’autre abbaye des SS. Ruffino et Vitale, elle aussi est située, en effet, en dehors du centre habité, sur les pentes du Mont Amandola près du bourg rural connu sous le nom de "Casalicchio ». Fondée avant le Xe siècle, le premier document dans lequel on trouve l’existence remonte à 1044. Pendant la domination lombarde, il jouit de la protection des nobles féodaux et dignitaires qui font de nombreuses donations, dont la plus importante date de 1074 par Liutprand, roi des Lombards. Jusqu’en 1830, l’abbaye, avec toutes ses possessions et les églises sous sa juridiction, fut gouvernée par des assemblées d’abbés qui pouvaient exercer à la fois un pouvoir de type temporel que de type spirituel. En raison de certains travaux et des différents tremblements de terre qui se sont succédé au cours des siècles, de la structure originale ne reste que l’aile droite, restes du cloître et de l’abside. Presque rien ne subsiste en revanche des œuvres artistiques qui l’enrichissaient, on sait qu’il y avait une toile du Malpiedi représentant la Vierge avec les Saints Vincent et saint Anastase (volée en 1983) et un crucifix en bois du treizième siècle aujourd'hui conservé dans la ville d’Amandola.

## Économie
Parmi les activités économiques les plus traditionnelles, répandues et importantes, il y a celles artisanales, comme le travail du fer forgé, visant à la réalisation d’une vaste gamme de produits, allant des grilles aux statues, ainsi que celle du bois, pour la fabrication de meubles.

## Cuisine
Voici quelques spécialités culinaires d’Amandola:
- La Crispella, est très similaire à une crêpe mais a un goût bien différent.

- La Coppa Marinée sur une tranche de pain rassis trempé dans l’œuf battu frit dans de l’huile bouillante, et mangé chaud.

- Les Vincisgrassi, lasagnes rouges au four, dont la sauce de viande mélangée, prévoit dans la recette originale des morceaux finement hachés d’entrailles de poulet.

- La Fregnaccia, pâte feuilletée des lasagnes assaisonnée de sauce et roulée, ou simplement assaisonnée de pecorino râpé et de poivre noir.

- La Pancetta, renommée pour sa préparation, a été rendue célèbre en Italie par le motoclub "Aquile dei Sibillini" qui, voyageant de motoraduno en motoraduno et en organisant le motoraduno "della Pancetta » a exporté ce produit.

- Le Ngriccio est une soupe composée de pommes de terre et de diverses légumineuses.

- Le Mistrà Le mélange, liqueur obtenue par distillation du vin et des graines d’anis, rendu célèbre par la société Varnelli.

- Le Vino cotto, vin cuit, spécialité surtout de Loro Piceno, mais aussi produit à Amandola.

- Le Ciauscolo, saucisse typique de la région.

- La Porchetta, porc désossé et cuit entier au four à feu doux. La viande est assaisonnée à l’intérieur avec du sel, poivre, aux entiers et abondant fenouil sauvage. on mange froid coupé en fines tranches

- La Cicerchiata, dessert typique de carnaval fait avec la pâte utilisée pour faire les pâtes à l’oeuf à laquelle est ajouté un peu' mistrà. Il est frit en petites boules de la taille des pois chiches (d’où le nom cicerchiata), fait égoutter, et amalgamé dans une casserole avec du miel. Il est refroidi en forme de beignet et mangé en tranches.

- Le Calcione, a la forme d’un gros ravioli farci soit de ricotta ou de chocolat ou de crème de châtaignes et de cacao parfumé avec du mistrà.

- La truffe, grandes variétés de truffes noir et blanc.

## Administration
| Période                                  | Période       | Identité           | Étiquette    | Qualité |
| ---------------------------------------- | ------------- | ------------------ | ------------ | ------- |
| 7 juin 1985                              | 24 avril 1995 | Luigi Bellesi      | Lista Civica | Maire   |
| 24 avril 1995                            | 4 juin 1999   | Avelio Marini      | Lista Civica | Maire   |
| 14 juin 1999                             | 14 juin 2004  | Franco Rossi       | Lista Civica | Maire   |
| 14 juin 2004                             | 8 juin 2009   | Ricardo Treggiari  | Lista Civica | Maire   |
| 8 juin 2009                              | 26 mai 2014   | Giulio Saccuti     | Lista Civica | Maire   |
| 26 mai 2014                              | en cours      | Adolfo Marinangeli | Amandola 2.0 | Maire   |
| Les données manquantes sont à compléter. |               |                    |              |         |

## Frazioni
Botundoli, Buzzaccheri, San Cristoforo, Villa Fiorentina, Bore, Cese, Montane, Taccarelli, Rustici, Paolucci, Le Piane, Casa di Carlo, Merli, Vidoni, Garulla Superiore, Garulla Inferiore, Casalicchio, Francalancia, Capovalle, Paterno, Casa Coletta, Moglietta, Campo di Masci, Casa Innamorati, Colle San Fortunato, Casa Paradisi Inferiore, Casa Paradisi Superiore, Ciaraglia, Vena, Verri, Salvi, Casa Tasso, Colle Turano, Scagnoli, Villa Conti, Marnacchia, Coriconi, San Ruffino

### Communes limitrophes
Comunanza, Gualdo, Monte San Martino, Montefalcone Appennino, Montefortino, Penna San Giovanni, Sarnano, Smerillo